# Phare arrière de Tinicum Island

Le phare arrière de Tinicum Island (en anglais : Tinicum Island Range Rear Light) est un phare servant de feu d'alignement arrière situé dans le comté de Gloucester, New Jersey.  Il marque la section Billingsport de Paulsboro, une zone du chenal dans le fleuve Delaware. Il fonctionne conjointement avec le phare avant de Tinicum Island  situé devant le parc du Fort Billingsport (en).
Il est inscrit au Registre national des lieux historiques depuis le 15 septembre 2005 sous le n° 05001053 .

## Historique
Les phares d'alignement avant et arrière guident les marins qui, en alignant les deux feux et en gardant un feu au-dessus de l'autre, restent au centre du chenal et évitent Little Tinicum Island lorsqu'ils remontent.
Les feux d'alignement de Tinicum Island ont été activés la veille du Nouvel An 1880. Ils avaient une portée visible de 8,5 milles marins (environ 10 km). Les lumières ont été changées de l'alimentation au pétrole à l'électricité en 1917. Le feu a automatisé en 1933. La tour avait à l'origine une résidence de gardien avec sept pièces, ainsi qu'une maison en brique, une grange et une basse-cour, une étable à vaches et un poulailler sur son terrain. Les bâtiments d'habitation ont été démolis au cours des années 1950 après qu'ils soient tombés en ruine. 
La Tinicum Rear Range Lighthouse Society propose des visites régulières, y compris une montée au sommet de la tour, le troisième week-end complet de chaque mois d'avril à octobre et des visites spéciales avec préavis. Les vues environnantes depuis le phare incluent Philadelphie et l'Aéroport international de Philadelphie.

## Description
Le phare  est une tour métallique à claire-voie à base hexagonale de 26 m de haut, avec un pylone central portant une lanterne à galerie. Le phare est entièrement noir.
Son feu isophase Il émet, à une hauteur focale de 41 m, un feu rouge continu, jour et nuit. Sa portée est de 18 milles nautiques (environ 33 km).
Identifiant : ARLHS : USA-852 ; USCG : 2-3290  ; Admiralty : J1315.9  .

### Lien connexe
- Liste des phares du New Jersey